# Sandro Penna
Pour les articles homonymes, voir Penna.
 (décembre 2024).
Si vous disposez d'ouvrages ou d'articles de référence ou si vous connaissez des sites web de qualité traitant du thème abordé ici, merci de compléter l'article en donnant les références utiles à sa vérifiabilité et en les liant à la section « Notes et références ».
En pratique : Quelles sources sont attendues ? Comment ajouter mes sources ?
Sandro Penna, né le 12 juin 1906 à Pérouse et mort le 21 janvier 1977 à Rome, est un poète italien.

## Biographie
Né dans une famille bourgeoise, Sandro Penna est diplômé en comptabilité et travaille à Pérouse en tant que comptable, puis employé de librairie, relecteur et vendeur d'objets d'art.
Il commence à connaître des gens du monde littéraire italien à partir de 1929, par l'entremise de son ami Umberto Saba. Il se lie avec les artistes florentins qui fréquentent le Caffè Le Giubbe Rosse de Florence.
En 1939, il publie son premier recueil de vers grâce à l'aide de Giuseppe Ferrara et Sergio Solmi, publication couronnée de succès qui le fera connaître. Il collabore ensuite à d'importants magazines de l'époque, dont Corrente, Letteratura, Il Frontespizio, et Il Mondo, dans lequel apparaissent quelques poèmes dans les années 1940 qui seront ensuite publiés dans Un po' di febbre (Un peu de fièvre, 1973).
En 1950, il publie son second livre de vers, Appunti, aux éditions Meridiana.
En 1955, il publie Arrivo al mare, et pendant les deux années suivantes les deux œuvres qui définissent le mieux sa personnalité et son style poétique : Una strana gioia di vivere (Scheiwiller, 1956), et le recueil complet de ses Poésies, chez l'éditeur Garzanti ; ce dernier lui vaudra un prix Viareggio en 1957.
En 1958, il publie Croce e delizia chez Longanesi.
C'est seulement en 1970 que parut Tutte le poesie (ed. Garzanti), volume qui comprend tous ses poèmes précédents, ainsi que plusieurs jusqu'alors inédits. La même année, il gagne le prix Fiuggi.
En 1976, l'Almanacco dello Specchio publie quelques-uns de ses poèmes. À la fin de la même année sort en librairie Stranezze, pour lequel il gagne le prix Bagutta en janvier 1977, quelques jours avant sa mort.

## Poésie
La poésie de Penna, liée au thème de l'amour homosexuel, se présente de manière plutôt simple et facilement chantée. Mais au-delà de cet amour, que l'on pourrait qualifier d'obsessionnel, Penna chante un véritable hymne à la vie. Les garçons qui inondent son chant sont en effet les protagonistes d'une existence idéale voire des anges aux "plumes légères" dont le chant est une invitation au voyage et à la liberté. Jamais licencieux, cet amour est alors lumière annonciatrice d'une "aube" nouvelle.
Le timbre de ses vers est classique et pur, ses strophes brèves et ses vers, d'une douceur chantante, loin des expériences contemporaines. La lyrique de Penna se caractérise par son style impressionniste et par l'absence de sujets cultes de la littérature du XXe siècle. Selon Pierre Lepori “Ses vers semblent limpides, mais ils regorgent de références précieuses (Dante, Leopardi et Gozzano, notamment). Ils sont éminemment rythmés, avec des pieds réguliers, dans la grande tradition italienne, où l’endécasyllabe prend par ailleurs une allure presque narrative. Truffés de rimes, ces poèmes peuvent parfois s’apparenter à des comptines coquettes ou narquoises, traversées toutefois par des épiphanies”. 
Parmi les admirateurs de la poésie de Penna se trouve Pier Paolo Pasolini, qui dédia deux chapitres de son livre d'essais Passione e ideologia à Penna.
D'autres critiques qui apprécièrent la poésie de Penna furent Sergio Solmi (Tesoretto, 1941), Luciano Anceschi (Saggi di poetica e poesia, 1943), Piero Bigongiari (Il senso della lirica e altri studi, 1952), Giuseppe De Robertis (Altro Novecento, 1962), et Alfredo Giuliani (Immagini e maniere, 1965).
Après la publication de Tutte le poesie en 1970, le consensus de la critique sur la valeur de sa poésie s'accrut. Parmi les nombreux essais qui commentent et analysent ses livres, on trouve celui de Giovanni Raboni, publié d'abord dans Paragone et ensuite dans son livre Poesia degli anni sessanta, ainsi que celui de Giacomo De Benedetti dans Poesia italiana del Novecento, publié en 1974, et celui de Cesare Garboli dans Stranezze.

## Adaptations musicales
Plusieurs compositeurs contemporains ont écrit des musiques sur les textes de ce poète. Parmi eux, Gérard Pesson (Cinq poèmes de Sandro Penna, pour baryton et piano, ou baryton et 5 instruments), Oliver Wehlmann (Sei poesie di Sandro Penna, pour choaur a cappella), Michèle Reverdy (Interno, deuxième pièce du cycle De l'ironie contre l'absurdité du monde).
La chanson de Roberto Vecchioni, « Blu(e) notte » (de son album Samarcanda, 1977) parle, sans le nommer, de Penna, et en cite deux vers.

### Œuvres de Penna
- Poesie, Florence, 1938
- P. Claudel. Presenza e profezia (traduction), Rome, 1947
- Appunti, Milan, 1950
- Arrivo al mare (narrative), Rome, 1955
- Una strana gioia di vivere, Milan, 1956
- Poesie, Milan, 1957
- Croce e delizia, Milan, 1958
- Stranezze, Milan, 1976
- Tutte le poesie, Milan, 1970 (rééd. en 1977)
- Un po' di febbre, Milan, 1973
- Il viaggiatore insonne (à charge de N. Ginzburg et G. Raboni), Gênes, 1977
- Confuso sogno (posthume ; à charge de E. Pecora), Milan, 1980
- Poesie, prose e diari, édition critique sous la direction de Roberto Deidier, Milan, Mondadori, Collection I Meridiani, 2017.

En traduction française :
- Une étrange joie de vivre, traduction de Dominique Fernandez et Jean-Noël Schifano, Fata Morgana, Paris, 1979
- Poèmes, traduction de Bernard Simeone, in Prisma, 14 poètes italiens contemporains, Obsidiane, 1986
- Croix et délice, traduction de Bernard Simeone, Phalène, Paris, 1987
- Une ardente solitude, choix de poèmes extraits des recueils Tutte le poesie, Stranezze, Il viaggiatore insonne, traduction de Bernard Simeone, Éditions de la Différence, coll. « Orphée », Paris, 1989,  (ISBN 2729103643)
- Un peu de fièvre, traduction de René de Ceccatty, Grasset, coll. « Les Cahiers rouges », Paris, 1996,  (ISBN 2246506212)
- Poésies, traduction de Dominique Fernandez, Grasset, coll. « Les Cahiers rouges », Paris, 1999,  (ISBN 2246550718)
- De la gourmandise, traduction de Daniele Comberiati et Étienne Dobenesque, Ypsilon éditeur, Paris, 2009,  (ISBN 978-2-35654-006-5) (« extrait en pdf » (consulté le 21 juillet 2013))
- Poesie / Poèmes (1973), édition bilingue, traduction de Pierre Lepori, préface de Roberto Deidier, Lausanne, Éditions d'en bas, 2022.

### Études sur Penna
- L. Anceschi, Saggi di poetica e poesia, Florence, 1943;
- P. Bigongiari, Il senso della lirica italiana e altri studi, Florence, 1952;
- Giorgio Caproni, dans La fiera letteraria, 8 septembre 1957;
- G. Spagnoletti, Poesia italiana contemporanea, Modène, 1959;
- Pier Paolo Pasolini, Passione e ideologia, Milan, 1960;
- Giorgio Bàrberi Squarotti, Poesia e narrativa del secondo Novecento, Milan, 1961;
- G. De Robertis, Altro Novecento, Florence, 1962;
- A. Giuliani, Immagini e maniere, Milan, 1965;
- G. Pozzi, La poesia italiana del Novecento, Turin, 1965;
- G. Mariani, Letteratura italiana - I contemporanei, III, Milan, 1969;
- A. Rosselli, S. P., dans «Unità», 1er juillet 1970;
- Carlo Bo, S. P., dans « Corriere della Sera », 18 juin 1970;
- D. Bellezza, dans « L'Espresso », 7 mars 1971;
- E. De Filippis, L'Invariante profonda, dans «Nuovi argomenti», décembre 1971,
- G. De Benedetti, dans Poesia italiana dei novecento, Milan, 1975;
- G. Raboni, dans Poesia italiana degli anni sessanta, Rome, 1976.
- Une bibliographie sur Sandro Penna dans G. De Santis, Sandro Penna, Florence, 1982.
- Un important Convegno nazionale di studi su Sandro Penna[4] eut lieu à Pérouse du 24 au 26 septembre 1990 sous le titre L'Epifania del desiderio[5], dirigés parR. Abbondanza et M. Terzetti, édité par les éditions de la Province de Pérouse en 1992. Dans le volume : 
Giorgio Luti, L'ombra e la luce: Penna e il Novecento, p. 17–27.
Gualtiero De Santi, Penna e le immagini della poesia europea, p. 29–46.
Giuseppe Nava, La lingua di Penna, p. 48–60.
Oreste Macrì, Poetica e poesia di Sandro Penna, p. 62–83.
Michela Vermicelli, La vicenda testuale di Penna tra rivista e raccolta, p. 86–105.
Antonio M. Girardi, Il gioco delle varianti nella poesia di Sandro Penna, p. 108–121.
Piero Bigongiari, Il "cerchio dei frammenti" di Sandro Penna, p. 124–133.
Alfredo Giuliani, Rileggere Penna, p. 136–140.
Nico Naldini, Pifferaio incantatore, p. 141–145.
Elio Pecora, Gli anni perugini di Sandro Penna, p. 148–153.
Enzo Siciliano, Penna e Pasolini, p. 156–159.
Dario Bellezza, Il Lager di Sandro Penna, p. 164–168.
Giuseppe Leonelli, Ritmi e metri penniani. Qualche esercizio di interpretazione, p. 170–173.
Elio Pecora, Manoscritti e altri materiali lasciati da Sandro Penna, p. 176–178.
Luigi Tassoni, Eros e tempo nel canzoniere di Penna, p. 180–197.
Pasquale Tuscano, L'esordio poetico di Sandro Penna, p. 200–215.
Enrico Cerquiglini e Maurizio Terzetti, Smarrimenti penniani. Scansione giornaliera dei silenzi poetici e delle voci meteorologiche, p. 218–227.
Bruno Corà, Penna, i pittori, l'arte, p. 230–235.
Philippe Di Meo, Le prose di Sandro Penna, p. 238–240.
William Rivière, La presenza di Penna negli ambienti di lingua anglo-americana, p. 242–246.
Brunella Bruschi - pour le Merendacolo, Leggendo insieme Sandro Penna: l'esperienza critica di alcuni poeti perugini, p. 250–256.
Giuseppe Giacalone, L'ironia lirica di Penna, p. 258–267.
Carlo Guerrini, Un po' di febbre: la parabola dei sensi e il senso del ritorno, p. 270–274.
Antonio Carlo Ponti, L'origine e la memoria. Di alcuni poeti umbri e loro affinità con la poesia di Sandro Penna (appunti di lavoro), p. 276–283.
Ursula Vogt, La presenza di Sandro Penna nei paesi di lingua tedesca, p. 286–296.
Cesare Garboli, Penna postumo, p. 298–303.
Une longue bibliographie réunie par Roberto Deidier se trouve à la fin du volume.
Elena Gurrieri, Quel che resta del sogno. Sandro Penna, dieci studi (1989-2009)", Firenze, M. Pagliai-Polistampa, 2010.

- Christelle Balderas - Laignelet, Angela Biancofiore, Entre rêves confus et apparitions: la poésie de Sandro Penna, Montpellier, Dobu-Verlag, 2011.